# Eugène de Suède
Titre
Duc de Närke
1er août 1865 – 17 août 1947
(82 ans et 16 jours)
Eugène de Suède et de Norvège (en suédois : Eugen av Sverige och Norge), né le 1er août 1865 au château de Drottningholm (royaumes unis de Suède et de Norvège) et mort le 17 août 1947 au château de Drottningholm (Suède) est un prince suédois et norvégien et duc de Närke.
Peintre et graveur accompli, il fut un important mécène de nombreux artistes.

## Biographie
Eugen Napoleon Nicolaus Bernadotte est le plus jeune fils du roi de Suède et de Norvège Oscar II et de la reine Sophie de Nassau. Le prince Eugène de Suède est aussi un peintre et un graveur célèbre, un collectionneur et un mécène. Sa résidence, Waldemarsudde à Djurgården dans le comté de Stockholm, est aujourd'hui un musée d'art.
Il fut l'élève du peintre français Léon Bonnat en 1887.

## Un prince norvégien
Le duc de Närke était un grand admirateur de la Norvège et a souvent séjourné à Christiania (plus tard connu sous le nom d'Oslo). Ses lettres montrent qu'il préférait le milieu artistique à celui de la cour de Stockholm. Ses amis norvégiens les plus notables étaient des artistes, les peintres Erik Werenskiold et Gerhard Munthe ; il est resté attaché à eux et à la Norvège jusqu'à sa mort.
Le 21 janvier 1904, il est décoré de l'ordre du Lion norvégien par son père, le roi Oscar II.
Lorsque le royaume de Suède et de Norvège est dissous en 1905 par le Storting, l'écrivain Bjørnstjerne Bjørnson mentionne la candidature possible du prince Eugène pour le trône de Norvège. Un autre écrivain, Knut Hamsun suggéra dès 1893 le prince comme un candidat possible. Son père, cependant, refusa d'autoriser l'un de ses fils à monter sur le trône de Norvège.

## L'artiste

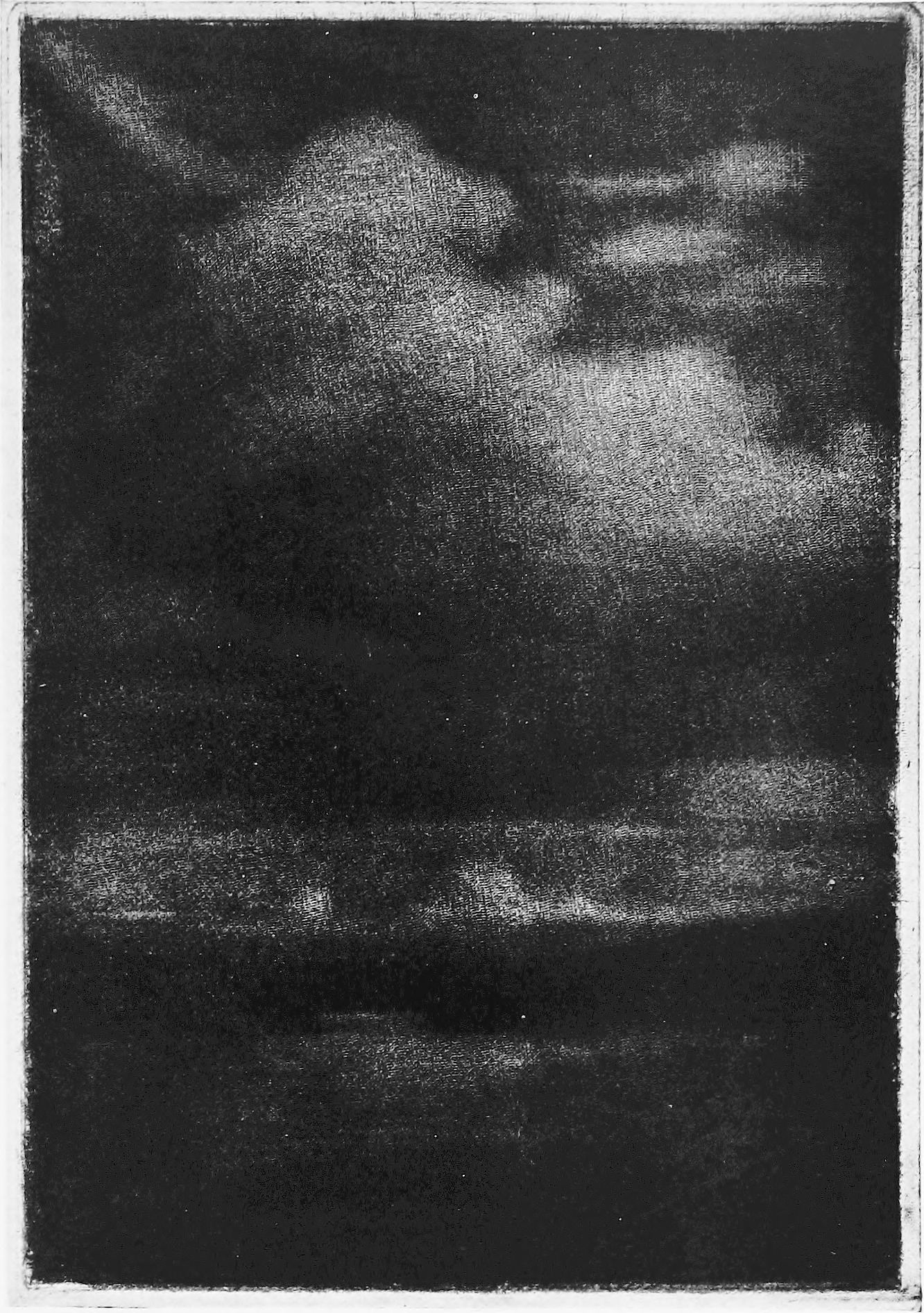
Nuit-Nuages (1913), manière noire.

Il signe « Prince Eugen » la plupart de ses compositions qui comprennent des paysages à la gouache, des aquarelles et de nombreuses eaux-fortes et manières noires, lesquelles développent des textures impressionnistes, frôlant parfois l'abstraction.
Il réalise aussi des huiles sur toiles inspirées des paysages nordiques, exploitant les variétés de la lumière du jour (avec des visées symbolistes comme dans Le Nuage) ou du crépuscule (en vue de créer une émotion comme dans L'Eau calme) .  
Anders Zorn a gravé un portrait de lui (eau-forte, 1904) ; Oscar Björck a composé son portrait en train de peintre à la gouache (1895, Nationalmuseum Stockholm) et Per Hasselberg a sculpté son portrait en buste (1889, Prins Eugens Waldemarsudde). À sa mort en 1947, il lègue par testament sa collection d'art et sa demeure de Waldemarsudde à l’État suédois pour en faire un musée.

Nuage nocturne, 1901
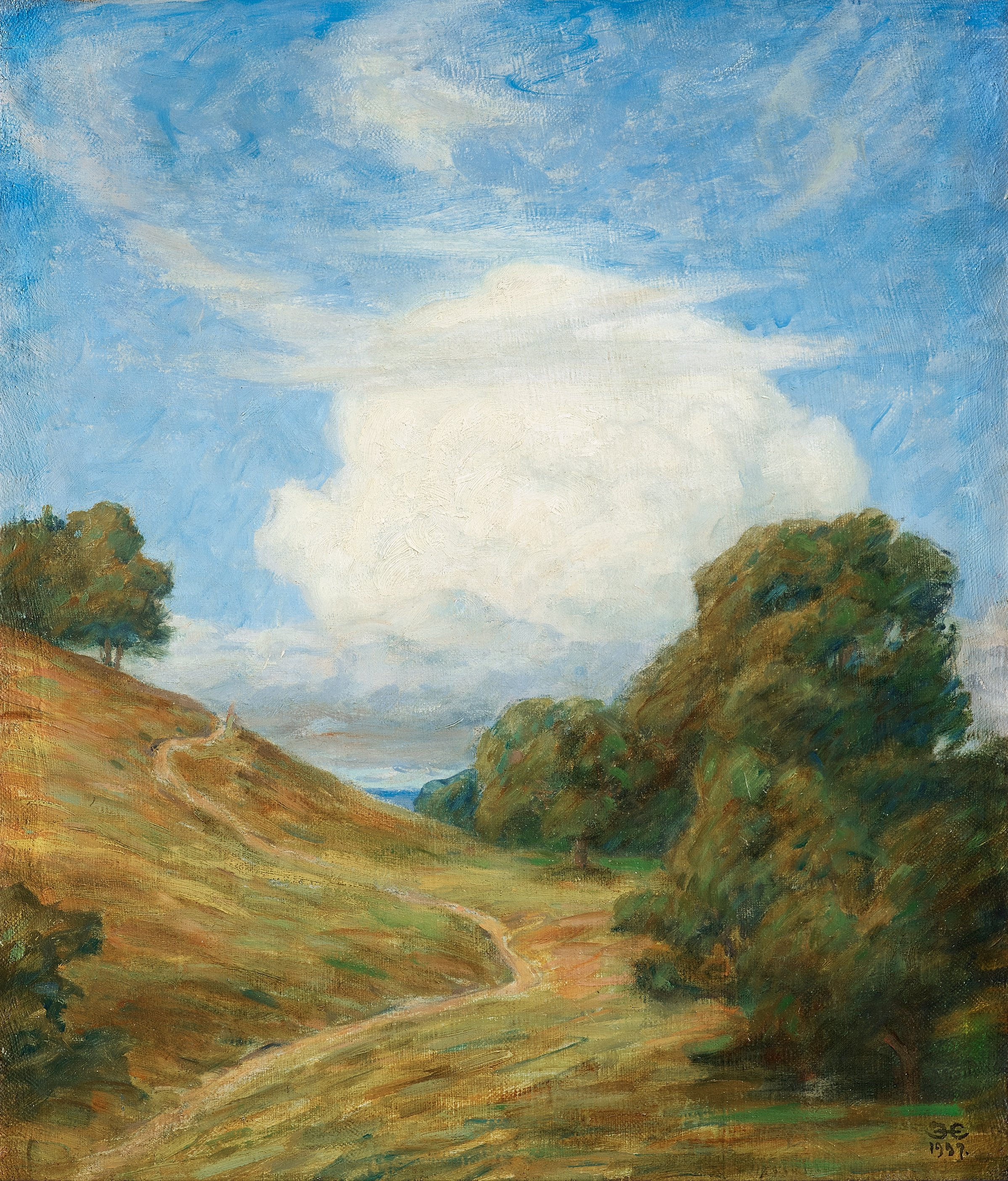
Le Nuage, 1895
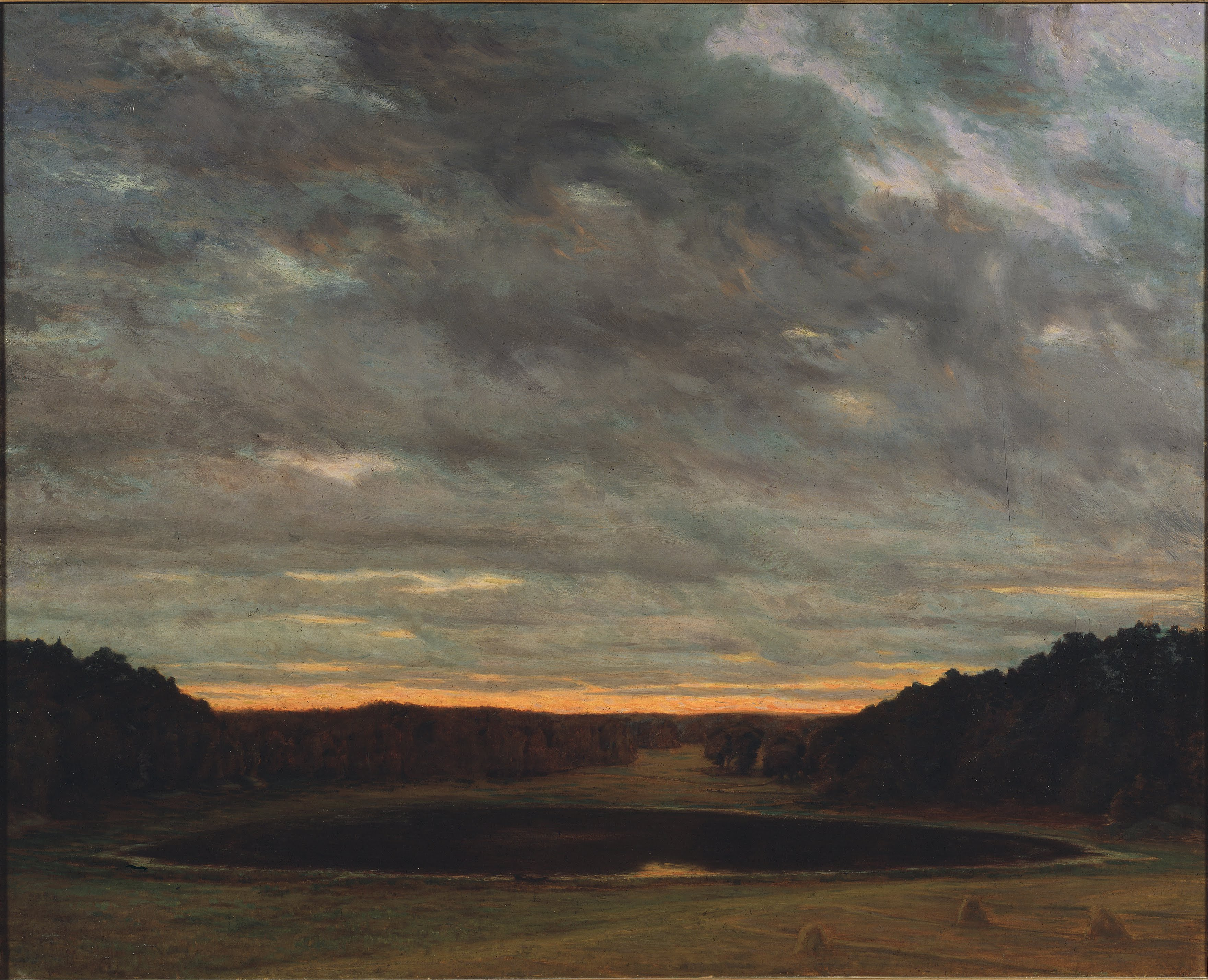
Eau calme, 1901

## Titulature
- 1er août 1865 — 26 octobre 1905 : Son Altesse royale le prince Eugène de Suède et de Norvège, duc de Närke.
- 26 octobre 1905 — 17 août 1947 : Son Altesse royale le prince Eugène de Suède, duc de Närke.

Armoiries du prince Eugène de 1865 à 1905.
Armoiries du prince Eugène à partir de 1905.
Monogramme du prince Eugène.

## Distinctions
- Commandeur grand-croix de l'ordre royal de l'Étoile polaire
- Commandeur grand-croix de l'ordre de Vasa
- Commandeur grand-croix de l’ordre de l’Épée
- Grand-croix de la Légion d'honneur

## Sources
- (sv) Cet article est partiellement ou en totalité issu de l’article de Wikipédia en suédois intitulé « Prins Eugen av Sverige » (voir la liste des auteurs).